# 842
842 (DCCCXLII) fue un año común comenzado en domingo del calendario juliano, en vigor en aquella fecha.

## Acontecimientos
- Ramiro I accede al trono de Asturias.
- 14 de febrero: Juramentos de Estrasburgo.
- Laín Calvo y Nuño Rasura comienza a ejercer su oficio de Jueces de Castilla, según cita Fray Justo Pérez de Urbel.

## Fallecimientos
- Alfonso II, rey de Asturias
- 5 de enero - Al-Mutasim, califa abbasida.